# Ahmed Al-Tarabilsi
Ahmed Al-Tarabilsi, scritto anche Ahmad Al-Tarabulsi (Beirut, 22 marzo 1947), è un ex calciatore kuwaitiano, di ruolo portiere.

## Carriera
Fece parte della Nazionale di calcio del Kuwait che vinse la Coppa delle nazioni asiatiche nel 1980, che partecipò ai Giochi della XXII Olimpiade e al Campionato mondiale di calcio del 1982 dove disputò le tre partite che vedevano impegnate la sua nazionale.

## Dopo il ritiro
Terminata la carriera agonistica è diventato imam nel suo paese. Recentemente è stato insignito del prestigioso premio riservato agli appartenenti al mondo islamico quale migliore interprete del Corano.

## Palmarès

### Nazionale
- Coppa d'Asia: 1

Kuwait 1980